# Arthur Numan
Arthur Johannes Numan (ur. 14 grudnia 1969 w Heemskerk) – holenderski piłkarz występujący na pozycji obrońcy, trener piłkarski, selekcjoner reprezentacji Holandii B.

## Kariera klubowa
Numan zawodową karierę rozpoczynał w 1987 roku w klubie HFC Haarlem z Eredivisie. W tych rozgrywkach zadebiutował 26 marca 1988 roku w wygranym 2:0 pojedynku z DS '79. 17 kwietnia 1988 roku w wygranym 5:1 spotkaniu z ADO Den Haag strzelił pierwszego gola w Eredivisie. W 1990 roku, po spadku Haarlemu po Eerste divisie, odszedł z klubu.
Latem 1990 roku podpisał kontrakt z pierwszoligowym FC Twente. Pierwszy ligowy mecz zaliczył tam 23 grudnia 1990 roku przeciwko PSV Eindhoven (1:2). W Twente spędził 2 lata. W tym czasie rozegrał tam 49 ligowych spotkań i zdobył 7 bramek.
W 1992 roku Numan przeszedł do PSV Eindhoven, także grającego w Eredivisie. Zadebiutował tam 2 września 1992 roku w wygranym 3:0 ligowym pojedynku z SC Cambuur. W 1996 roku zdobył z klubem Puchar Holandii oraz Superpuchar Holandii. W 1997 roku ponownie zdobył z zespołem Superpuchar Holandii, a także zdobył z nim mistrzostwo Holandii. W 1998 roku po raz trzeci został z klubem triumfatorem Superpucharu Holandii.
W 1998 roku Numan podpisał kontrakt ze szkockim Rangers. W Scottish Premier League zadebiutował 15 sierpnia 1998 roku w wygranym 2:1 spotkaniu z Motherwell. W Glasgow spędził 5 lat. W tym czasie zdobył z klubem 3 mistrzostwa Szkocji (1999, 2000, 2003), 4 Puchary Szkocji (1999, 2000, 2002, 2003) oraz 3 Puchary Ligi Szkockiej (1999, 2002, 2003). W 2003 roku zakończył karierę.

## Kariera reprezentacyjna
W reprezentacji Holandii Numan zadebiutował 14 października 1992 roku w zremisowanym 2:2 meczu eliminacji Mistrzostw Świata 1994 z Polską. W 1994 roku został powołany do kadry na Mistrzostwa Świata. Zagrał na nich w pojedynku z Irlandii, a Holandia odpadła z turnieju w ćwierćfinale.
W 1996 roku znalazł się w drużynie na Mistrzostwa Europy. Nie wystąpił na nich jednak w żadnym spotkaniu. Holandia natomiast zakończyła turniej na ćwierćfinale.
W 1998 roku Numan ponownie był uczestnikiem Mistrzostw Świata. Wystąpił na nich w 6 meczach: z Belgią (0:0), Koreą Południową (5:0), Meksykiem (2:2), Jugosławią (2:1), Argentyną (2:1) i Chorwacją (1:2). W pojedynku z Argentyną otrzymał także czerwoną kartkę. Tamten mundial Holandia zakończyła na 4. miejscu.
W 2000 roku po raz drugi wziął udział w Mistrzostwach Europy. Zagrał na nich w spotkaniach z Francją (3:2) i Jugosławią (6:1). Holandia odpadła z tamtego turnieju w półfinale.
W 2001 roku wystąpił w 3 meczach eliminacji mistrzostw świata (2002), w tym w decydującym meczu z Irlandią (Przegranym przez Holendrów 0:1), ale jego drużyna nie zakwalifikowała się na ten turniej.
W 2002 roku po raz ostatni w pomarańczowych barwach wystąpił 19 maja w wygranym przez Holendrów meczu towarzyskim z USA (2:0).
W latach 1992–2002 w drużynie narodowej Numan rozegrał w sumie 45 spotkań.